# Hrvatski nacionalizam
Hrvatski nacionalizam je nacionalizam hrvatskoga naroda. Slično nacionalizmima niza naroda na prostoru od Baltika do Egejskog mora koji su 19. stoljeće dočekali u sastavu Ruskog, Austrijskog i Turskog Carstva, nadahnut je borbom za neovisnu nacionalnu državu. 
Hrvatski nacionalizam temelji se na ideji hrvatskog državnog prava, prema kojemu se "hrvatskim prostorom" smatraju sva područja koja su se nalazila u sastavu srednjovjekovne hrvatske države, ali i područje zapadne Istre koje je u srednjem vijeku bilo dijelom Mletačke Republike, koja je bila višenacionalna država koja je zahvaćala područja naseljena Grcima, Hrvatima, Albancima i drugim narodima, iako su većinu plemstva činili Talijani.
U 19. stoljeću, kada su nacionalizmi većih susjednih naroda željeli podijeliti hrvatski narodni prostor i prisvojiti njegove dijelove u vlastite nacije (mađarsku, talijansku, njemačku, srpsku), osobito se naglašavalo da je Hrvatska jedna od rijetkih europskih kraljevina. Ovaj je stav Hrvatskog državnog prava sadržan u riječima bana Ivan Erdődya: »Regnum regno non praescribit leges«.
Te su riječi simbolično potvrdile ostvarenje cilja na kojem su hrvatski nacionalisti radili dugo vremena kada ih je na konstituiranju prvog Sabora demokratske i neovisne Hrvatske 1990. godine izrekao Franjo Tuđman.

## Okolnosti u kojima se razvija hrvatski nacionalizam
Tijekom mnogobrojnih uzastopnih ratova u 15. i 16. stoljeću Osmanlijsko Carstvo je osvojilo većinu povijesnog hrvatskoga prostora. Tek pred kraj 17. stoljeća, znatni dio tog prostora oduzet je Turskoj da bi postao dijelom Habsburške Monarhije. Za vrijeme osmanlijske okupacije, dijelove Hrvatske naseljavali su i Srbi (područje tzv. Vojne krajine), i pripadnici te etničke grupe su ondje ostali prisutni i kasnije u vrijeme austrougarske vladavine.
Hrvatski nacionalizam – kao zamisao karakteristična za građanska društva kakva nastaju pod utjecajem Prosvjetiteljstva u 18. i 19. stoljeću – dijeli projekte analogne nacionalizmima drugih srednjoeuropskih naroda koji se u tom trenutku nalaze pod vlašću Austrije i Rusije: osobito je živa razmjena ideja s češkim, slovačkim, slovenskim i mađarskim nacionalistima (s ovima zadnjima, često u neprijateljskim terminima). U tim okolnostima nastaje 1830- ih godina Ilirski pokret, koji zadaje temeljne kulturalne oblike koje hrvatski nacionalizam zadržava do danas. U turbulentnim okolnostima revolucionarne 1848. godine, Hrvatska prolazi političku transformaciju u kojoj se političku klasu umjesto plemićkim nasljeđivanjem (plemstvo je u ranijim stoljećima imalo presudnu ulogu u očuvanju hrvatstva; takvu ulogu im na razini stereotipa do danas priznaje pučka kultura na primjeru povijesnih velikana poput Nikole Šubića Zrinskog) formira na općim narodnim izborima. Tako se formira Hrvatski sabor 1848., koji tada suvremene (na europskoj razini) nacionalističke ideje izražava u Manifestu naroda hervatsko-slavonskog. Osoba bana Josipa Jelačića i odsječak povijesti oko 1848. godine ostaje do danas neraskidivo vezana uz hrvatski nacionalizam i zapravo uz bilo kakvo samoshvaćanje hrvatskog naroda.
Hrvatsko povijesno pravo zahtijeva osobito da se dio Hrvatske u sastavu tzv. Vojne krajine pripoji Hrvatskoj, bez obzira na to što je ondje živjelo dosta Srba – oko polovice. Među Srbima s tog područja je postojala nezanemariva skupina onih koji su vidjeli mogućnost pomirivanja svojeg srpskog etničkog podrijetla i pripadnosti hrvatskoj političkoj naciji; među njima se ističe važni hrvatski pjesnik (i general austrijske vojske) Petar Preradović (1818. – 1872.).
Dio hrvatskoga nacionalizma podupire i teoriju da Srbi na prostoru Velike Hrvatske "nisu Srbi već pravoslavni Hrvati, jer samo jedna nacija, prema hrvatskom nacionalizmu, smije biti u Hrvatskoj". Takvoj ideji u prilog ide i činjenice da je tijekom povijesti bilo nerijetkih epizoda popravoslavljivanja katoličkoga stanovništva na hrvatskim područjima pod turskom vladavinom – te se može pretpostaviti da među precima etničkih Srba u Hrvatskoj ima Hrvata u određenom udjelu.
Odnosi Hrvatske i Hrvata sa susjednim narodima su tijekom čitavog 19. i 20. stoljeća bili komplicirani, i često za projekte hrvatskih nacionalista krajnje nepovoljni: to možemo na plastični način prepoznati na znamenitim govorima u Hrvatskom saboru, među kojima u onome Ante Starčevića iz 1861. god. možemo čitati: Ako bi tko mislio, da je Austria tu zapoved, koju jedni smatraju za predlog prestolja, izdala u otčinskoj želji, za da se s narodi Ungarie i poimenice s pukom magjarskim, kon po sve nas škodljive smutnje i omražnje, pomirimo i poprijateljimo, ja kažem, da bi mi svi Austrii bili zahvalni, kad bi nam ona bila, namesto što je tu zapoved izdala, naša starinska, naša zakonito stečena, nu nezakonito oteta prava povratila; ja izpovedam da od kako nas Austria s onimi narodi pomiriva, mi smo sve time zavadjenii, čime smo bližje našega skupna zatora.

## "Bosansko pitanje"
Hrvatsko povijesno pravo govori da je i Bosna i Hercegovina povijesna Hrvatska, jer je ta država bila dio srednjovjekovne Hrvatske kraljevine (u tom smislu, teritorij današnje Republike Hrvatske predstavlja rubna područja povijesne Hrvatske, a BiH njen središnji dio) – zapadni dijelovi današnje BiH (od Jajca do Bihaća) su zapravo i bili najnapučeniji, te u svakom drugom pogledu "središnji" dijelovi Hrvatske do 15. stoljeća. Bosansko plemstvo je bilo posve svjesno svoje hrvatske etničke pripadnosti, što na anegdotalnoj razini vidimo u povijesti Hrvatinića, moćne i ugledne velikaške obitelji kojoj ime duguje Hrvatinu Stjepanoviću, vazalu hrvatskog bana Pavla I. Šubića, a čiji se povijesno najuočljiviji pripadnik zvao – Hrvoje Hrvatinić. 

U ustavu Stranke prava – koja je u drugoj polovini 19. stoljeća postala glavno žarište hrvatskog nacionalizma – 1880-ih stajalo je:
Ideja o hrvatskoj naciji u kojoj bi bila uključena kako katolička, tako i muslimanska komponenta proizašla iz povijesnog hrvatskog naroda i područja, imala je svoje pobornike i među muslimanima – primjeri su muslimanski intelektualac i značajni hrvatski književnik Safvet-beg Bašagić (1870. – 1943.) i njegov suvremenik reis-ul-ulema (vrhovni vjerski vođa muslimana u državi) Fehim ef. Spaho (1877. – 1942.); potonji u radu „Hrvati u Evlija Čelebijinu putopisu“ nedvosmisleno dokazuje da su bosanski muslimani sebe u 16. stoljeći zvali, a i od Turaka bili prepoznavani – Hrvatima. U Sarajevskoj "Muslimanskoj svijesti" možemo 1936. godine naći, gdje se čitatelje poziva sljedećim riječima: "Danas stojimo pred izborima za visoke vjerske predstavnike ...najuljudnije molimo one koji će izbore provoditi, da ne padaju u staru pogrešku, da u ove izbore ne miješaju, makar sasvim posredno politiku. Mi kao osvjedočeni hrvatski nacionalisti, iako se aktivno zanimamo politikom, molimo sve, koji će u ovom pogledu imati utjecaja, da se konačno odluče protiv političkog mešetarenja našom vjerskom zajednicom. Konačno je vrijeme, da uvidimo, da su u vjerskoj upravi potrebni mir, staloženost i sposobnost, da bi mogla poći naprijed."

## Idejna razmimoilaženja
Treba spomenuti da je nastojanje za Veliku Hrvatskoj najjače izraženo u političkim nastojanjima frankovske frakcije Hrvatske stranke prava i da se jedini kontinuitet između Starčevićeva pravaštva i kasnije NDH ostvaruje putem ideja te jedne pravaške frakcije. Glavnina političke klase u Hrvatskoj početkom XX. stoljeća je anticipiralo pad Austro-Ugarske i priklanjalo se ideji da bi jedna jugoslavenska zajednica bila bolji okvir za Hrvatsku. Taj tzv. "novi kurs" podržavala je čak i Stranka prava na čelu s Franom Supilom – koji kasnije tijekom I. svjetskog rata prebjegava na (Austriji) neprijateljsku stranu, i zajedno s istaknutim pravašem Antom Trumbićem sudjeluje u radu Jugoslavenskog odbora – da bi već 1916. godine razočarano konstatirao da se Hrvatskoj u "savezu" sa Srbima očito spremaju crni dani i svojom ostavkom u tom političkom tijelu demonstrirao otklon od takvog jugoslavenskog projekta. Jugoslavenskoj ideji posve neskloni Stjepan Radić se u konfrontaciji s pobjedničkim srpskim nacionalizmom nakon I. svjetskog rata ograničavao na ideju Hrvatske koja obuhvaća Hrvatsku, Slavoniju i Dalmaciju.
Nasuprot takvim idejama ("jugoslavenskoj" i "malohrvatskoj") pretežnog dijela hrvatske inteligencije i političke klase, za ideju Velike Hrvatske se zalagao i znameniti dr. Ivo Pilar, koji je 1910. godine pokrenuo u Sarajevu i Hrvatsku narodnu zajednicu, pravašku stranku koja je okupila i hrvatske nacionaliste muslimanske vjeroispovijesti. Spomenimo također da Augustu Cesarcu, paradigmatskome ljevičarskom piscu, nije bilo strano divljenje nacionalističkom pravaškom revolucionaru Eugenu Kvaterniku čiji je život obradio u drami "Sin domovine." Slika ideoloških strujanja jest dakle vrlo kompleksna.
Između dva svjetska rata, najradikalniji hrvatski nacionalisti povezuju se sa stranim silama koje imaju osobito napete odnose s Kraljevinom Jugoslavijom – te se ustaše vojno organiziraju i za oružani sukob s Jugoslavijom pripremaju najprije u Mađarskoj, a potom u Italiji. Kako se u Europi očekuje geopolitičko "preslagivanje" u strateškoj suradnji Njemačke i SSSR-a – koja je postupno rasla od Ugovora u Rapallu 1922. godine do Pakta Ribbentrop-Molotov iz 1939. godine, što je predstavljao izravni uvod u zajedničku agresiju te dvije velesile na sve istočnoeuropske zemlje čije su granice bile uspostavljene Versajskim ugovorom nakon I. svjetskog rata – ustaše se nadaju da će u toj novoj geopolitici uspjeti izboriti dobar ishod za Hrvatsku.
Najveći dio Hrvata se između dva svjetska rata okuplja oko Hrvatske seljačke stranke, koja sa Srbima dogovara projekt Banovine Hrvatske, kao rješenje budućnosti Hrvatske unutar Jugoslavije – gdje je žele vidjeti diplomacije Velike Britanije i Francuske.

## 20. stoljeće

### Drugi svjetski rat
Hrvatski nacionalizam dostiže vrhunac tijekom Drugog svjetskog rata, kada ustaše uzimaju vlast u novostvorenoj Nezavisnoj državi Hrvatskoj i tako, kao hrvatski nacionalisti, ostvaruju svoje ideološke ciljeve: NDH nakon vojnog poraza Jugoslavije proglašava vlast na čitavom području Hrvatske sa Srijemom, Bosnom i Hercegovinom, te Bokom kotorskom. Mussolinijeva Italija, koja je ustašku antijugoslavensku vojnu organizaciju 1930-ih bila ugostila, i 1941. godine ustaše instalirala na vlast u Zagrebu, dogovara Rimskim ugovorima 1941. razgraničenje kojim se izravno u talijanski državni teritorij pripadaju hrvatski krajevi uz Jadran, a područja južno od linije Karlovac – Mostar pretvara u okupacijsku zonu s tek nominalnom vlašću NDH i zabranom pristupa njezinim vojnim snagama. Paralelno talijanske okupacijske vlasti naoružavaju i na druge načine pomažu četnike u svojoj okupacijskoj zoni, u providnom nastojanju da hrvatskom pučanstvu na tom području vojnu zaštitu talijanske države prikažu jedinim mogućim i čak poželjnim izborom, te sa slabo prikrivenom težnjom da taj dio Hrvatske postane trajno pod kontrolom Italije, zajedno sa susjednim područjima na istočnoj strani Jadrana – područjem Crne Gore i Albanije sa sličnim kolonijalno-okupacijskim statusom.
Dalmacija je potom nakon kapitulacije Italije 1943. god. u cijelosti bila vraćena matici zemlji, dok je Boka kotorska ostala u nejasnom pravnom statusu između marionetske Talijanske Socijalne Republike i marionetskih crnogorskih vlasti u Cetinju, koje su surađivale s njemačkim okupacijskim vlastima. Međutim su se hrvatski domoljubi u područjima što su ih ustaše 1941. godine pristale predati Italiji do 1943. godine uglavnom već distancirali od projekta NDH, smatrajući ga nepovratno kompromitiranim suradnjom s Mussolinijem i njegovim projektom talijanizacije hrvatskih područja uz Jadran.
U ratnome razdoblju, NDH je predstavljala realizaciju nacionalističkog sna, jer se ostvarila "nezavisnost" (pod zaštitom Italije i Njemačke) i stvorena je najveća hrvatska država ikada. Početkom rata, ustaše u svoje postrojbe – uključujući tu i one elitne i u borbama najaktivnije poput tzv. Crne legije – uspješno privlače znatan broj bosanskih muslimana, koje na suradnju s ustašama izgleda najviše potiče teror četnika, koji vrlo teško pogađa civilno stanovništvo muslimanske vjeroispovijesti. Na simboličkoj razini, vlasti NDH podižu usred Zagreba tri minareta, prenamjenjujući zgradu Burze u monumentalnu džamiju.
S obzirom na to da je NDH bila u savezu s nacistima i fašistima (što je između ostalog uključivalo i progon Židova, koji eskalira kako se približava kraj II. svjetskog rata), veliki dio Hrvata ne prihvaća tu državu i pridružuje se antifašističkom pokretu – osobito u onim područjima koji su se našli pod talijanskom okupacijom. Tako i hrvatski nacionalisti u Istri kao bolju opciju prihvaćaju suradnju s partizanima pod vodstvom Komunističke partije Jugoslavije – ispravno procjenjujući da će i Njemačka pokleknuti u ratu kao što je to 1943. godine već bio slučaj s Italijom, te da će NDH nužno slijediti gubitničku sudbinu svojih saveznika. Takva je procjena urodila "Pazinskim odlukama" o ujedinjenju Istre s maticom Hrvatskom od 13., te od 26. rujna 1943. godine. 
Pokušaj jedne struje među ustašama da uz suradnju kadrova iz HSS-a prevedu 1944. godine NDH na stranu Saveznika, tzv. Urota Lorković-Vokić, završio je neuspjehom.

### Komunistička vladavina i osnivanje neovisne Republike Hrvatske
Hrvatski nacionalizam doživljava zastoj pod komunističkom vlasti koja pokušava istrijebiti nacionalzam i hrvatski narod u jugoslavenizirati, no nacionalna svijest hrvata nije posustala. 
Slomom Jugoslavije ponovno dolazi do uspona hrvatskoga nacionalizma, koji svoje povijesne težnje donekle realizira u formiranju današnje Republike Hrvatske. Na prvim demokratskim izborima 1990. na vlast dolazi HDZ predvođen dr. Franjom Tuđmanom; HDZ je bio jasno deklariran kao nacionalistički pokret koji je 29. studenoga 1989. bio objavio Proglas građanima i Saboru SR Hrvatske i cijelom hrvatskome narodu o pravu hrvatskog naroda na samoodređenje u svojim povijesnim i prirodnim granicama. 
Nakon što je 30. svibnja konstituiran višestranački Sabor, demokratski izabrane hrvatske vlasti su putem referenduma održanog 19. svibnja 1991. dobile od naroda – s većinom od 93,24 % birača – podršku opredjeljenju se za samostalnu i neovisnu državu. Slijedom te odluke Sabor RH je 25. lipnja 1991. donio Ustavnu odluku o suverenosti i samostalnosti Republike Hrvatske; nakon definitivnog neuspjeha pokušaja da se dogovorno razriješi jugoslavenska kriza, donosi Hrvatski sabor 8. listopada 1991. godine Odluku o raskidu državnopravnih sveza s ostalim republikama i pokrajinama SFRJ.
Nakon ostvarivanja cilja stvaranja Hrvatske države, možemo reći da hrvatski nacionalizam prelazi iz klasičnog okvira zalaganja za državne granice sukladne narodu, prema novijoj definiciji nacionalizma (još poznatom kao neo-nacionalizam) koji nosi negativne konotacije. Otprilike u isto vrijeme nacionalizam tu definiciju i konotacije dobiva i globalno.[nedostaje izvor]
Dio hrvatskih nacionalista je do danas ostao razočaran neuspjehom da se ostvari savez s BiH; od takvog nastojanja je hrvatska politika odustala u mučnim okolnostima razračunavanja s radikalnim hrvatskim nacionalistima koji su se zalagali za cjelovitu Bosnu i Hercegovinu u (kon)federaciji s Republikom Hrvatskom na počecima Bošnjačko-hrvatskog sukoba.
Stanovitu nadu za ostvarivanje projekta u kojem bi jedna hrvatska država obuhvaćala kako katoličke baštinike srednjovjekovne Hrvatske ("Hrvati"), tako i one muslimanske ("Bošnjaci") ostavljao je još i Washingtonski sporazum iz 1994. godine, koji sadrži "Okvirni sporazum o konfederalnim vezama između Republike Hrvatske i buduće Federacije Bosne i Hercegovine". Nakon 1994. godine nije bilo na tom polju nikakvog napretka: Bošnjaci razvijaju svoju nacionalnu samosvijest i kulturu uvelike zabacujući činjenicu da su baštinici predislamske hrvatske povijesti; a s druge strane u svijesti da je prvih nekoliko stoljeća bošnjačke povijesti obilježeno ogorčenim ratovanjem u nastojanju da se u granice Otomanske imperije uključi čitavu Hrvatsku. Među Hrvatima koji žive u Republici Hrvatskoj ideja nekog nacionalnog jedinstva s Bošnjacima ne uživa neku popularnost, a u trenutačnoj političkoj i kulturalnoj klimi u BiH ne uspijevaju takve ideje također doći do osobitog izražaja.

## Osobitosti hrvatskog nacionalizma
O hrvatskom je nacionalizmu dosta pisao Ivo Korsky:
Hrvatski nacionalizam je obrana hrvatske zajednice i hrvatskih predaja od svih unutarnjih ili vanjskih snaga koje žele tu zajednicu osloboditi ili joj oduzeti njezin poviješću oblikovani značaj. Taj nacionalizam jača kao obrambena kategorija kada postoji veća ugroženost, a slabi kada nema ugroženosti. To je sve. Sve što je izvan toga nije pravi nacionalizam, nego različite nacionalističke doktrine o kojima se može raspravljati, ali ja ih ne smatram pravim nacionalizmom, jer su često zaodijevanje raznih interesa ili predrasuda u nacionalne oblike.
Hrvatski nacionalizam je povijesno nešto rjeđe protkan šovinističkim stajalištima nego što to nalazimo kod drugih europskih i neeuropskih nacionalizama, što se u velikoj mjeri može pripisati činjenici da je od kraja 18. stoljeća pa sve do sredine 20. stoljeća – kada su se nacionalističke ideje najviše širile Europom, često pribjegavajući izgradnji negativnih stereotipa o konkurentskim narodima – najčitanije (zapravo na seoskim sijelima "najpjevanije") književno djelo bila knjiga "Razgovor ugodni naroda slovinskog" iz 1756. godine fra Andrije Kačića Miošića, gdje se s velikim poštovanjem govorilo o povijesnim osobama i junacima susjednih naroda – od Talijana do Srba.